# (12526) de Coninck
(12526) de Coninck ist ein Asteroid des Hauptgürtels, der am 25. April 1998 vom belgischen Astronomen Eric Walter Elst am La-Silla-Observatorium der Europäischen Südsternwarte (IAU-Code 809) in Chile entdeckt wurde. Sichtungen des Asteroiden hatte es schon vorher im Juli 1991 unter der vorläufigen Bezeichnung 1991 NK9 am selben Observatorium gegeben.
(12526) de Coninck wurde am 28. September 2004 nach dem flämischen Dichter und Kritiker Herman de Coninck (1944–1997) benannt.